# Всеукраинский истпарт
Всеукраинский истпарт при ЦК КП(б)У — комиссия по сбору и изучению материалов по истории Октябрьской революции.
Создана по постановлению ВУЦИК 6 апреля 1921 года в Харькове как Комиссия по изучению истории Октябрьской революции и гражданской войны на Украине и истории Коммунистической партии Украины. С марта 1922 года подчинена ЦК КП(б)У. Были открыты местные ячейки всеукраинского Истпарта, которые вместе с центральной комиссией руководили деятельностью архивов, организовывали музеи и выставки, публиковали партийные документы, мемуары, научные разработки и исследования по истории революции и деятельности партийных организаций Украины. Всеукраинский истпарт издавал журнал «Літопис революції» («Летопись революции»).
В 1929 году он реорганизован в Институт истории партии и Октябрьской революции в Украине при ЦК КП(б)У. В 1939 году переименован в Украинский филиал Института Маркса-Энгельса-Ленина при ЦК КП(б)У, а местные (областные и окружные) ячейки влиты в областные партийные архивы. В 1956 году название изменено на Институт истории партии при ЦК Компартии Украины — филиал Института марксизма-ленинизма при ЦК КПСС. Ликвидирован после распада СССР.